# 多古町立多古第一小学校
多古町立多古第一小学校（たこちょうりつ たこだいいちしょうがっこう）は、千葉県香取郡多古町多古にある公立小学校。

## 概要
多古町の中部に位置する。現在の小学校の敷地は多古藩の藩庁である多古陣屋であった。現在濠跡が南北に延びており、はね橋と大きな門があったと伝えるが、往時を語るものは校門右側に残るわずかな石垣のみである。

## 沿革
- 1875年（明治8年） - もと藩庁舎に多古小学校を開校[2]。
- 1904年（明治37年） - 多古尋常小学校・多古高等小学校・島尋常小学校を合併[2]。
- 1909年（明治42年） - 多古第一尋常高等小学校とする[2]。
- 2006年（平成18年）3月 - 多古第三小学校閉校。本校と統合[3]。
- 2016年（平成28年）3月 - 多古第二小学校閉校。本校と統合。
- 2020年（令和2年）3月 - 常磐小学校閉校。本校と統合[4]。

## 校歌
- 作詞：大橋恂、作曲：金田春雄[5]

## 学区
多古・島・水戸・林・五反田・喜多・染井・船越・牛尾・南中（字 飯土井及び寺ノ下）・喜多大原・喜多井野・飯笹・間倉・一鍬田

## 進学先中学校
- 多古町立多古中学校

## 出身者
- 所一重（元多古町長）